# Neoterpes costinotata
Neoterpes costinotata là một loài bướm đêm trong họ Geometridae.